# Declaración de obra nueva
Por medio de la declaración de obra nueva, el dueño del suelo, o de un derecho de superficie, o de otra construcción preexistente, ya esté inscrita, o no, como finca registral, en el Registro de la propiedad, hace constar en escritura pública el hecho de haber proyectado, comenzado, o concluido, edificios, nuevas plantas, o mejoras en los mismos, con la finalidad de consolidar documentalmente el título de adquisición y, si cabe por reunir los requisitos legales, inscribir dicha modificación en el Registro de la propiedad, alcanzando así un mayor grado de seguridad jurídica para el hecho de la obra nueva.

## Extensión
La obra nueva declarada puede ser cualitativa o cuantitativa. La escritura de declaración de obra nueva puede comprender modificaciones sólo cualitativas o sólo cuantitativas en la finca registral, o puede comprender modificaciones de ambas clases, es decir, cualitativas y cuantitativas, y esto ocurre cuando además de la declaración de obra nueva la escritura comprende también la división (material u horizontal) de la parcela o finca superficiaria susceptible de edificación.

## Forma
La obra nueva debe necesariamente declararse en escritura pública otorgada ante notario. Así lo exige el art. 3 de la Ley Hipotecaria (L.H.) como requisito imprescindible para su inscripción registral, aunque excepcionalmente, la Administración pública, puede efectuar sus declaraciones de obra nueva y división horizontal mediante certificación administrativa si se soportan sobre parcelas de su propiedad, y siempre que no afecten a terceros (art. 206.2 de la LH).

## Modalidades
La declaración de obra nueva puede hacerse en una de tres modalidades: 
- En proyecto o en construcción.
- Como obra nueva terminada.
- En régimen de “otras construcciones”.

## Regulación en España
La legislación que especialmente regula la declaración de obra nueva se halla en el art. 208 de la Ley Hipotecaria, y art. 308 del Reglamento hipotecario, si bien el verdadero soporte jurídico de base, del título de adquisición por declaración de obra nueva, es el derecho de accesión, que básicamente se regula en los arts. 358 a 361 del Código civil. Asimismo regulan la escritura de declaración de obra nueva, los arts. 45 a 55 del Reglamento Hipotecario Urbanístico de 1997, y el art. 20.1 de la Ley de Ordenación de la Edificación de 1999. Por su parte las distintas leyes del suelo, estatal y autonómicas, establecen sus propios requisitos complementarios a la escritura de declaración de obra nueva, muy semejantes en todas ellas.